# Бежань
Бежа́нь — посёлок в Брянском районе Брянской области, в составе Журиничского сельского поселения.
Расположен в 4 км к западу от села Журиничи, вблизи федеральной автодороги М3. Население — 8 человек (2010).

## История
Первые письменные упоминания встречаются в 1930-х годах в связи со становлением колхоза «Воздухофлот». Поселение названо по одноимённой речке. До Великой Отечественной войны в посёлке функционировала четырёхлетняя школа, фельдшерский пункт и водяная мельница.
12 марта 1942 года оккупационными войсками была проведена карательная операция, в результате которой население Бежани было уничтожено, а все дома — сожжены. В колхозном сарае было заживо сожжено около 80 жителей посёлка и соседних населённых пунктов, согнанных сюда карательными батальонами.
Уцелевшими жителями, в основном партизанами и подростками, были проведены попытки захоронения жертв в братских могилах. В 1970-х годах на месте одной из таких братских могил был возведён монумент.
В 80-х годах через поселение была проведена дорога с асфальтовым покрытием к селу Журиничи и другим населённым пунктам района. Дорога была проложена по возведённой дамбе через русло ручья Бежань, в результате чего образовался пруд.

## Население
| 2010 | 2013 |
| ---- | ---- |
| 11   | ↗13  |